# Robert Christopher Tytler
Robert Christopher Tytler (25 septembre 1818 - 10 septembre 1872) est un soldat, naturaliste et photographe britannique. Sa seconde femme, Harriet, est connu pour ses travaux littéraires sur les monuments de Delhi et pour ses notes prises pendant la révolte en Inde en 1857. Une espèce d'oiseau, le Pouillot de Tytler, doit son nom au naturaliste.